# 13434 Adamquade
13434 Adamquade eller 1999 VK58 är en asteroid i huvudbältet som upptäcktes den 4 november 1999 av LINEAR i Socorro County, New Mexico. Den är uppkallad efter Adam Robert Quade.
Den tillhör asteroidgruppen Nysa.